# ギ酸メチル
ギ酸メチル（ギさんメチル、Methyl formate）とは、蟻酸とメタノールとが脱水縮合してエステルを形成した化合物である。エーテル様の香りを持つ透明の液体で、蒸気圧は高く、表面張力は小さい。引火点が-19 ℃と極めて引火しやすく、日本の消防法では第4類危険物の特殊引火物に該当する。またヒトに対して有毒である。

## 合成
実験室レベルでは、ギ酸メチルはメタノールと蟻酸の縮合反応によって作られる。
{\displaystyle {\ce {HCOOH\ + CH3OH -> HCOOCH3\ + H2O}}}
しかし工場レベルでは、強塩基の存在下でメタノールと一酸化炭素を反応させて作られる。
{\displaystyle {\ce {CH3OH\ + CO -> HCOOCH3}}}

## 利用
ギ酸メチルはホルムアミド、N,N-ジメチルホルムアミドの合成の原料として用いられる。高い蒸気圧を利用して速乾剤に用いられる他、殺虫剤やある種の薬剤の原料にも使われる。歴史的には冷却材としても用いられていた。より安全な冷却材が開発されるまで、ギ酸メチルは二酸化硫黄に代わって冷蔵庫用の冷却に使われた。